# Blårockarna

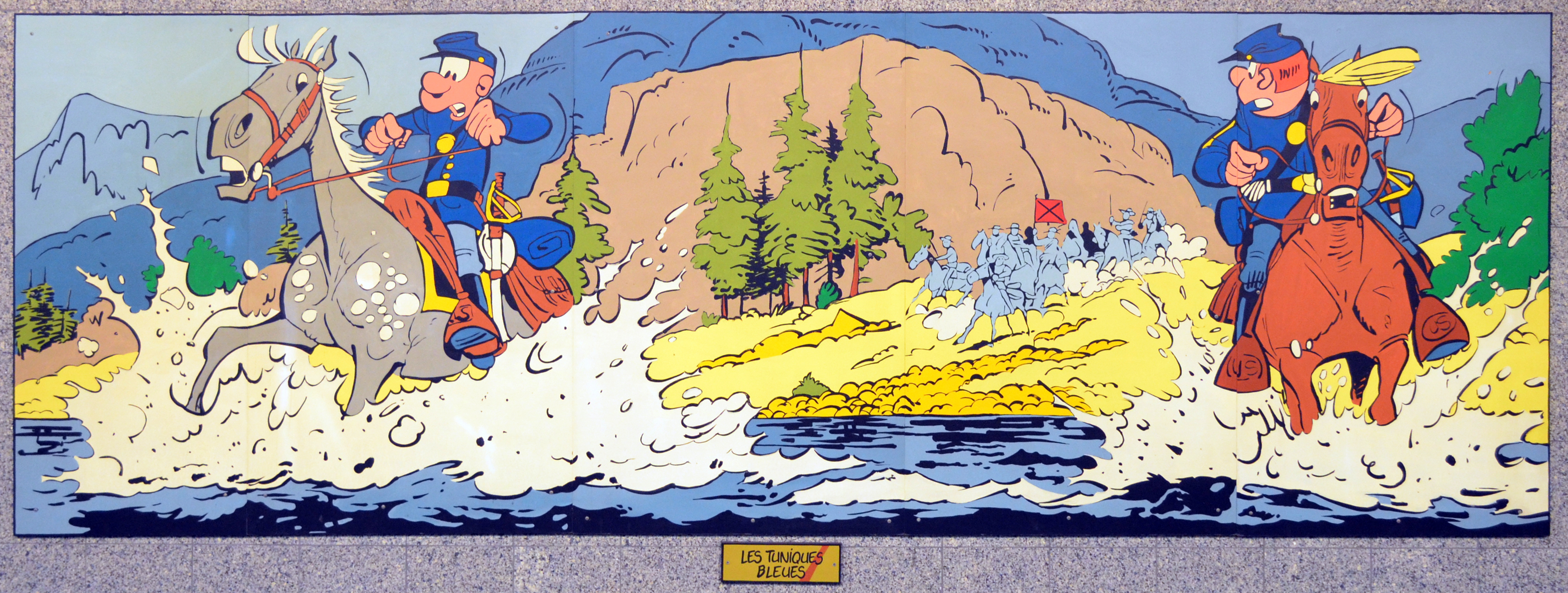

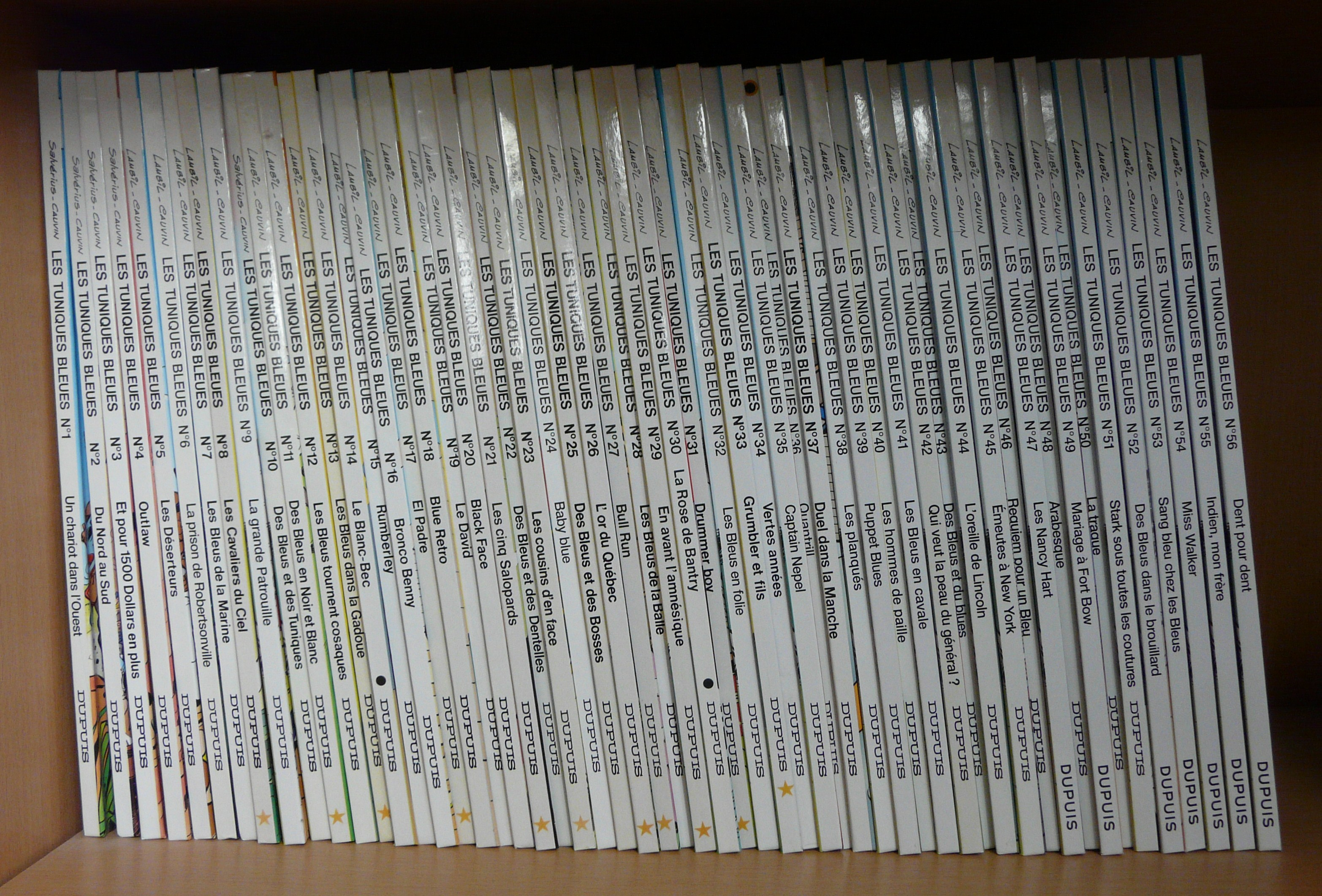
En franskspråkig samling av album med Blårockarna.

Blårockarna (franska: Les Tuniques Bleues) är en belgisk tecknad albumserie som utspelar sig under amerikanska inbördeskriget. Serien skapades 1968 av tecknaren Louis Salvérius och manusförfattaren Raoul Cauvin (1938-2021). När Salvérius gick bort 1972 tog tecknaren Willy Lambil över. 
I Frankrike har det utkommit hela 59 album av serien (2015). På svenska har det (fram till 2015) utkommit sammanlagt 23 album, Prärievagnen (Semic; Trumfserien 13, 1973) och Den stora bataljen (Carlsen, 1974). Dessa två album tecknades av Louis Salvérius. Övriga 20 album är tecknade av Willy Lambil. De flesta albumen utgivna på svenska är från Carlsen, som dock slutade med sin utgivning efter nummer 18, Amatörernas afton (1994). År 2014 återupptog Mooz Förlag AB utgivningen.
| Svensk utgivning             | År   | Förlag         | Nr. | Fransk utgivning               | År   | Nr. | Tecknare        | Manus        |
| Prärievagnen                 | 1973 | Semic          | -   | Un chariot dans l'Ouest        | 1972 | 1   | Louis Salverius | Raoul Cauvin |
| Den stora bataljen           | 1974 | Carlsen        | -   | Du nord au sud                 | 1972 | 2   | Louis Salverius | Raoul Cauvin |
|                              |      |                |     | Et pour 1500 dollars en plus   | 1973 | 3   | Louis Salverius | Raoul Cauvin |
|                              |      |                |     | Les Hors-la-loi/Outlaw         | 1973 | 4   | Louis Salverius | Raoul Cauvin |
|                              |      |                |     | Les Déserteurs                 | 1974 | 5   | Willy Lambil    | Raoul Cauvin |
| Fånglägret i Robertsonville  | 1980 | Carlsen        | 2   | La Prison de Robertsonville    | 1975 | 6   | Willy Lambil    | Raoul Cauvin |
| I flottans tjänst            | 1982 | Carlsen        | 6   | Les Bleus de la marine         | 1975 | 7   | Willy Lambil    | Raoul Cauvin |
| Kavalleriet far till väders  | 1981 | Carlsen        | 3   | Les Cavaliers du ciel          | 1976 | 8   | Willy Lambil    | Raoul Cauvin |
|                              |      |                |     | La Grande patrouille           | 1976 | 9   | Louis Salverius | Raoul Cauvin |
|                              |      |                |     | Des Bleus et des tuniques      | 1976 | 10  | Louis Salverius | Raoul Cauvin |
| Kulor, krut och en kamera    | 1984 | Carlsen        | 1   | Des Bleus en noir et blanc     | 1977 | 11  | Willy Lambil    | Raoul Cauvin |
|                              |      |                |     | Les Bleus tournent cosaques    | 1977 | 12  | Willy Lambil    | Raoul Cauvin |
| Kavalleriet går i fällan     | 1982 | Carlsen        | 5   | Les Bleus dans la gadoue       | 1978 | 13  | Willy Lambil    | Raoul Cauvin |
|                              |      |                |     | Le Blanc-bec                   | 1979 | 14  | Willy Lambil    | Raoul Cauvin |
| Slaget om Rumberley          | 1983 | Carlsen        | 7   | Rumberley                      | 1979 | 15  | Willy Lambil    | Raoul Cauvin |
| Bronco Benny                 | 1981 | Carlsen        | 4   | Bronco Benny                   | 1980 | 16  | Willy Lambil    | Raoul Cauvin |
| På flykt i Mexico            | 1984 | Carlsen        | 8   | El Padre                       | 1981 | 17  | Willy Lambil    | Raoul Cauvin |
| Värvningen                   | 1985 | Carlsen        | 9   | Blue rétro                     | 1981 | 18  | Willy Lambil    | Raoul Cauvin |
| På hemligt uppdrag           | 1986 | Carlsen        | 10  | Le David                       | 1982 | 19  | Willy Lambil    | Raoul Cauvin |
| Black face                   | 1987 | Carlsen        | 11  | Black Face                     | 1983 | 20  | Willy Lambil    | Raoul Cauvin |
| Fem frivilliga rekryter      | 1987 | Carlsen        | 12  | Les cinq salopards             | 1984 | 21  | Willy Lambil    | Raoul Cauvin |
| Blårockar och vita spetsar   | 1989 | Carlsen        | 13  | Des Bleus et des dentelles     | 1985 | 22  | Willy Lambil    | Raoul Cauvin |
| Tokarna tar tåget            | 1990 | Carlsen        | 14  | Les cousins d'en face          | 1985 | 23  | Willy Lambil    | Raoul Cauvin |
|                              |      |                |     | Baby blue                      | 1986 | 24  | Willy Lambil    | Raoul Cauvin |
| Inga dumma dromedarer        | 1990 | Carlsen        | 15  | Des Bleus et des bosses        | 1986 | 25  | Willy Lambil    | Raoul Cauvin |
| Loppor, guld och galenpannor | 1992 | Carlsen        | 16  | L'Or du Québec                 | 1987 | 26  | Willy Lambil    | Raoul Cauvin |
| Slaget vid Bull Run          | 1993 | Carlsen        | 17  | Bull Run                       | 1987 | 27  | Willy Lambil    | Raoul Cauvin |
| Amatörernas afton            | 1994 | Carlsen        | 18  | Les Bleus de la balle          | 1988 | 28  | Willy Lambil    | Raoul Cauvin |
|                              |      |                |     | En avant l'amnésique!          | 1989 | 29  | Willy Lambil    | Raoul Cauvin |
|                              |      |                |     | La Rose de Bantry              | 1989 | 30  | Willy Lambil    | Raoul Cauvin |
|                              |      |                |     | Drummer boy                    | 1990 | 31  | Willy Lambil    | Raoul Cauvin |
|                              |      |                |     | Les Bleus en folie             | 1991 | 32  | Willy Lambil    | Raoul Cauvin |
|                              |      |                |     | Grumbler et fils               | 1992 | 33  | Willy Lambil    | Raoul Cauvin |
|                              |      |                |     | Vertes années                  | 1992 | 34  | Willy Lambil    | Raoul Cauvin |
|                              |      |                |     | Captain Nepel                  | 1993 | 35  | Willy Lambil    | Raoul Cauvin |
|                              |      |                |     | Quantrill                      | 1994 | 36  | Willy Lambil    | Raoul Cauvin |
| Duell i kanalen              | 2015 | Mooz Förlag AB | -   | Duel dans la Manche            | 1995 | 37  | Willy Lambil    | Raoul Cauvin |
| Gömstället                   | 2015 | Mooz Förlag AB | -   | Les Planqués                   | 1996 | 38  | Willy Lambil    | Raoul Cauvin |
|                              |      |                |     | Puppet Blues                   | 1997 | 39  | Willy Lambil    | Raoul Cauvin |
|                              |      |                |     | Les Hommes de paille           | 1998 | 40  | Willy Lambil    | Raoul Cauvin |
|                              |      |                |     | Les Bleus en cavale            | 1998 | 41  | Willy Lambil    | Raoul Cauvin |
|                              |      |                |     | Qui veut la peau du général    | 1999 | 42  | Willy Lambil    | Raoul Cauvin |
|                              |      |                |     | Des bleus et du blues          | 1999 | 43  | Willy Lambil    | Raoul Cauvin |
|                              |      |                |     | L'Oreille de Lincoln           | 2001 | 44  | Willy Lambil    | Raoul Cauvin |
|                              |      |                |     | Émeutes à New York             | 2002 | 45  | Willy Lambil    | Raoul Cauvin |
| En blårock saknas            | 2016 | Mooz Förlag AB | -   | Requiem pour un bleu           | 2002 | 46  | Willy Lambil    | Raoul Cauvin |
|                              |      |                |     | Les Nancy Hart                 | 2004 | 47  | Willy Lambil    | Raoul Cauvin |
|                              |      |                |     | Arabesque                      | 2005 | 48  | Willy Lambil    | Raoul Cauvin |
|                              |      |                |     | Mariage à Fort Bow             | 2005 | 49  | Willy Lambil    | Raoul Cauvin |
|                              |      |                |     | La Traque                      | 2006 | 50  | Willy Lambil    | Raoul Cauvin |
|                              |      |                |     | Stark sous toutes les coutures | 2007 | 51  | Willy Lambil    | Raoul Cauvin |
| Blårockarna i dimman         | 2014 | Mooz Förlag AB | -   | Des Bleus dans le brouillard   | 2008 | 52  | Willy Lambil    | Raoul Cauvin |
|                              |      |                |     | Sang Bleu chez les Bleus       | 2009 | 53  | Willy Lambil    | Raoul Cauvin |
|                              |      |                |     | Miss Walker                    | 2010 | 54  | Willy Lambil    | Raoul Cauvin |
|                              |      |                |     | Indien, mon frère              | 2011 | 55  | Willy Lambil    | Raoul Cauvin |
|                              |      |                |     | Dent pour dent                 | 2012 | 56  | Willy Lambil    | Raoul Cauvin |
|                              |      |                |     | Colorado Story                 | 2013 | 57  | Willy Lambil    | Raoul Cauvin |
|                              |      |                |     | Les Bleus se mettent au vert   | 2014 | 58  | Willy Lambil    | Raoul Cauvin |
|                              |      |                |     | Les Quatre Évangélistes        | 2015 | 59  | Willy Lambil    | Raoul Cauvin |

## Spel
1989 gav spelföretaget Infogrames ut ett datorspel baserat på serien, med den engelska titeln North & South.